# Flughafen Srinagar

i8
i11
i13
Der ca. 1655 m hoch gelegene Flughafen Srinagar (englisch Srinagar Airport, auch Sheikh ul-Alam International Airport, IATA-Code: SXR, ICAO-Code: VISR) ist ein zivil und militärisch genutzter Flughafen ca. 11 km (Fahrtstrecke) südwestlich der Stadt Srinagar im Budgam Distrikt im Unionsterritorium Jammu und Kashmir.

## Geschichte
Der Bau des Flughafens erfolgte bereits in den 1940er Jahren unter britischer Kolonialverwaltung, doch wurde er anfangs nur für militärische Zwecke genutzt. Im Jahr 1979 wurde ein ziviler Teil abgetrennt und in den Jahren 1998 bis 2002 für internationale Flüge anlässlich der Pilgerfahrt nach Mekka erweitert. Während des Kargil-Kriegs (1999) wurde er zwischenzeitlich ganz vom Militär übernommen. Im März 2005 erhielt er offiziell einen internationalen Status und ein Jahr später erfolgte die Umbenennung zu Ehren des kaschmirischen Sufi-Heiligen Sheikh ul-Alam. Im Jahr 2009 nahm ein neues Terminal-Gebäude den Betrieb auf.

## Verbindungen
Die nationalen Verbindungen bedienen die hauptsächlich die nordindischen Städte Delhi, Mumbai, Chandigarh und Amritsar; in Südindien wird nur Bangalore angeflogen. Internationale Flüge in die Golfstaaten sind derzeit ausgesetzt.

## Sonstiges
- Betreiber des Flughafens ist die Airports Authority of India.
- Es gibt eine Start- und Landebahn mit ca. 3685 m Länge.

## Zwischenfälle
- Am 31. Oktober 1947 verschwand eine Douglas DC-3/C-47A-20-DK der Indischen Luftstreitkräfte (Royal Indian Air Force) (Luftfahrzeugkennzeichen IAF MA965) auf einem Flug von Ambala nach Srinagar, wohin sie Truppen zur Bekämpfung pakistanischer Milizen bringen sollte. Das Wrack wurde erst im Juni 1980 in der Bergkette Pir Panjal (Indien) gefunden, 33 Jahre nach dem Unfall, der sich gut 40 Kilometer südwestlich des Zielflughafens Srinagar ereignet hatte. Alle 25 Insassen, drei Besatzungsmitglieder und 22 Passagiere, waren ums Leben gekommen.[2]

- Am 16. Januar 1949 verschwand eine Douglas DC-3/C-47B-5-DK der indischen Dalmia Jain Airways (VT-CDZ) nahe dem Banihal Pass (Indien). Die Maschine war auf dem Flug vom 90 Kilometer entfernten Flughafen Jammu zum 68 Kilometer vom vermutlichen Unfallort entfernten Flughafen Srinagar. Alle 13 Insassen, die vier Besatzungsmitglieder und 9 Passagiere, werden vermisst.[3]

- Am 7. September 1965 wurde eine Douglas DC-3 der Indian Airlines (VT-unbekannt) auf dem Flughafen Srinagar durch einen Überfall der pakistanischen Luftwaffe mit vier North American F-86 Sabre zerstört. Über Personenschäden ist nichts bekannt.[4]

- Am 7. Februar 1966 wurde eine Fokker F-27-200 der niederländischen Schreiner Airways (PH-SAB), die im Auftrag der Indian Airlines eingesetzt war, durch einen Navigationsfehler nach dem Start vom Flughafen Srinagar 72 Kilometer südsüdöstlich davon am Banihall Pass in einer Höhe von 12.364 Fuß (3.770 Metern) gegen einen Berg geflogen. Durch diesen CFIT (Controlled flight into terrain) wurden alle 37 Personen an Bord getötet.[5]